# Västra Rot
Västra Rot är en bebyggelse mellan Österdalälven och Rotälven mittemot Rot norr om Älvdalen i Älvdalens kommun.  Fram till 2015 och åter från räknades området som en del av tätorten Rot. År 2015 avgränsade SCB här en småort.